# Каролина Вилхелмина София фон Хесен-Касел
Каролина Вилхелмина София фон Хесен-Касел (на немски: Caroline Wilhelmina Sophia von Hessen-Kassel, * 10 май 1732 в Касел, † 22 май 1759 в Цербст) е принцеса от ландграфство Хесен-Касел и чрез женитба княгиня на Княжество Анхалт-Цербст.
Тя е дъщеря на принц Максимилиян фон Хесен-Касел (1689 - 1753) и съпругата му Фридерика Шарлота фон Хесен-Дармщат (1698–1777), дъщеря на ландграф Ернст Лудвиг от Хесен-Дармщат.  По баща е внучка на княз Карл фон Хесен-Касел.
Каролина се омъжва на 17 ноември 1753 г. в Цербст за княз за княз Фридрих Август фон Анхалт-Цербст. Тя е първата му съпруга. Той е по-малък брат на императрицата на Русия Екатерина II. Бракът е бездетен.
На 22 февруари 1758 г. Фридрих II фон Прусия окупира Анхалт и затова Фридрих Август управлява княжеството си в изгнание.